# Robin Walsh Leamy
Robin Walsh Leamy (Wellington, 27 luglio 1934 – Auckland, 1º gennaio 2022) è stato un vescovo cattolico neozelandese.

## Biografia
Robin Walsh Leamy nacque a Wellington il 27 luglio 1934, terzogenito di una devota famiglia cattolica con cinque figli, dove anche una sua sorella intraprese la vita religiosa.
Studiò presso le suore di Santa Brigida e successivamente presso i padri maristi al St Patrick's College a Silverstream, sobborgo di Upper Hutt. Completò gli studi presso il Mount St Mary's College a Napier (chiuso nel 1992).
Fu ordinato presbitero il 21 luglio 1958 dall'arcivescovo e futuro cardinale Peter Thomas McKeefry. Dopo l'ordinazione sacerdotale svolse il servizio missionario nelle Samoa dal 1963 al 1977. Fu poi nominato padre provinciale dei maristi per l'Oceania dal 1977 al 1983.
Il 9 gennaio 1984 papa Giovanni Paolo II lo nominò vescovo di Rarotonga. Ricevette l'ordinazione episcopale il 7 aprile successivo per imposizione delle mani del vescovo Denis George Browne.
Durante gli anni del suo ministero, portò a compimento la costruzione dell'attuale cattedrale di San Giuseppe, completata e consacrata nel 1994.
Resse la diocesi per 12 anni, rassegnando le proprie dimissioni per motivi di salute l'8 novembre 1996.
Negli anni successivi, servì come vicario generale della diocesi di Auckland, prestando inoltre servizio presso la Conferenza episcopale cattolica della Nuova Zelanda in qualità di delegato alla Commissione mista e come rappresentante dei vescovi nel consiglio di Caritas Aotearoa New Zealand. 
Nel 1997 pubblicò la sua autobiografia dal titolo Truly Blessed – My Story.
Si ritirò da tutti gli incarichi nel 2009 e morì ad Auckland il 1º gennaio 2022 all'età di 87 anni.

## Genealogia episcopale e successione apostolica
La genealogia episcopale è:
- Cardinale Scipione Rebiba
- Cardinale Giulio Antonio Santori
- Cardinale Girolamo Bernerio, O.P.
- Arcivescovo Galeazzo Sanvitale
- Cardinale Ludovico Ludovisi
- Cardinale Luigi Caetani
- Cardinale Ulderico Carpegna
- Cardinale Paluzzo Paluzzi Altieri degli Albertoni
- Papa Benedetto XIII
- Papa Benedetto XIV
- Papa Clemente XIII
- Cardinale Marcantonio Colonna
- Cardinale Giacinto Sigismondo Gerdil, B.
- Cardinale Giulio Maria della Somaglia
- Cardinale Carlo Odescalchi, S.I.
- Cardinale Costantino Patrizi Naro
- Cardinale Serafino Vannutelli
- Cardinale Domenico Serafini, Cong. Subl. O.S.B.
- Cardinale Pietro Fumasoni Biondi
- Arcivescovo Filippo Bernardini
- Cardinale Norman Gilroy
- Cardinale Peter Thomas McKeefry
- Vescovo John Rodgers, S.M.
- Vescovo Denis George Browne
- Vescovo Robin Walsh Leamy, S.M.

La successione apostolica è:
- Vescovo Stuart O'Connell, S.M. (1997)